# Gryon monspeliense
Gryon monspeliense is een vliesvleugelig insect uit de familie van de Scelionidae. De wetenschappelijke naam van de soort is voor het eerst geldig gepubliceerd in 1924 door Picard.